# Пробор
Пробор — это линия, которая разделяет волосяной покров на две равные или не равные части.

## Виды проборов
Парикмахеры выделяют три основных типа проборов: прямой, косой (боковой) и полупробор. Прямой пробор делит шевелюру на равные части, а косой — на неравные.
Также проборы бывают горизонтальными (параллельно полу), вертикальными (от носа к задней части головы) и сагиттальными (от одного уха к другому через верх головы).

## История проборов

### XX в.
Прямой пробор был популярен в начале XX в. Одним из зачинателей моды на него был Оскар Уайльд, использовавший причёску с пробором в качестве дополнения к выдуманному им «эстетскому» костюму. Впоследствии прямой пробор стал одним из опознавательных знаков субкультуры хиппи.
Косой пробор вошёл в моду в советские времена. Его носили женщины как «рабоче-крестьянского», так и «артистического» типа (классификация Т. Дашковой). Таким же образом причёсывался писатель А. Н. Толстой.